# Marie-Noël Rio
Marie-Noël Rio, née en 1944 en Bretagne, élevée à Madagascar, est une écrivaine et essayiste française, qui fut d'abord monteuse de cinéma puis dramaturge.

## Présentation
D'abord monteuse de cinéma, puis dramaturge dans le domaine de l'opéra contemporain et metteur en scène de théâtre dramatique, successivement à l'Opéra du Rhin et à l'Atelier du Rhin, dirigés par Pierre Barrat, elle fut également directrice de la section Son à la Biennale de Paris, notamment pour la création en France de l'Orfeo 2 de Luciano Berio), et de Productions Artistiques-Réalisations Internationales (création mondiale de L'Oresteia de Iannis Xenakis aux festivals Orestiadi di Gibellina et Musica' ; Meltem, exposition inaugurale du Château d'Oiron, avec Franz Kaiser). 
Elle vit désormais à La Haye et Paris et se consacre uniquement à l'écriture.
Marie-Noël Rio est l'auteur de nombreux articles (pour des revues comme Théâtre/Public, Erres, L'Autre, Commune, ou des  mensuels comme Les Lettres françaises ou Le Monde diplomatique, auquel elle continue de collaborer régulièrement), de livrets d'opéras (pour Georges Aperghis, Sandro Gorli, Ahmed Essyad notamment), de deux essais sur l'opéra contemporain avec Michel Rostain (éditions Recherches Gilles Deleuze/Philippe Guattari), de quatre livres de cuisine (Flammarion, éditions du Pacifique, J'ai lu).
Ses quatre romans, Pour Lili, qui a obtenu le Prix Bachet de Mériziac, Le Palmier en zinc, Paysages sous la pluie, qui a obtenu le Prix Léo Ferré, et De peur que j'oublie, sont parus aux éditions du Sonneur. Elle y a également publié des volumes d'entretiens avec deux de ses amis, le chorégraphe Jiří Kylián et le photographe et cinéaste Anton Corbijn. 
Elle est par ailleurs héritière de l'œuvre de Roger Vailland, dont l'épouse Élisabeth lui a confié le droit moral. À ce titre, elle s'attache à garder disponible l'œuvre de l'écrivain et à faire vivre sa mémoire. Elle a notamment organisé une série de manifestations à l'occasion du centième anniversaire de sa naissance en 2007, en collaboration avec des institutions comme la Cinémathèque française ou le Théâtre national populaire de Villeurbanne.
Elle est l'auteur de nombreux articles sur l'œuvre de Roger Vailland et de plusieurs préfaces aux nouvelles éditions de ses ouvrages, comme Boroboudour (2008) ou La Réunion (2013) aux éditions du Sonneur. Elle a également réalisé l'édition de Sacré métier! Roger Vailland journaliste au Temps des Cerises éditeur (2015).

## Œuvres

### Opéra
- Aujourd'hui l'opéra, Revue Recherches n° 42 (1980)
- L'Opéra mort ou vif, Éditions Recherches (1982)
- Carnets d'un disparu, adresse à l'absente, Éditions Théâtre national de Chaillot (1984)

### Art de vivre
- Je ne sais pas cuisiner, Éditions Flammarion (1996), Heyne (domaine allemand), J'ai Lu
- Je ne sais pas recevoir, Éditions Flammarion (2000)
- Cuisine de Paris, Les Éditions du Pacifique (2001), Periplus (domaine anglais)
- La cuisine du bien-être, J'ai Lu (2012)

### Romans, entretiens, récit
- Pour Lili, Les Éditions du Sonneur (2005)
- Le Palmier en zinc, Les Éditions du Sonneur (2007)
- Paysages sous la pluie, Les Éditions du Sonneur (2011)
- De peur que j’oublie, Les Éditions du Sonneur(2014)
- Bon qu'à ça, entretien avec Jiří Kylián, Les Éditions du Sonneur (2016), Narodni divadlo (domaine tchèque 2019)
- Sous-Titres, entretien avec Anton Corbijn, Les Éditions du Sonneur (2016), Schirmer-Mosel (domaine allemand, 2018)
- Hambourg Hansaplatz n° 7, quatre ans dans la misère allemande, Éditions Delga (2021)